# Anthophora antennata
Anthophora antennata är en biart som beskrevs av Wu 1988. Anthophora antennata ingår i släktet pälsbin, och familjen långtungebin. Inga underarter finns listade i Catalogue of Life.